# ALICE 0001
『ALICE 0001』（アリス・ゼロ・ゼロ・ゼロ・ワン）は、2001年7月11日にアリスがリリースしたセルフカバー・アルバム。

## 解説
本作にはヒット曲のリメイク（本作のための再録音）が12曲、新曲2曲（「ライトハウス」「LOVE SONGを忘れない」）の合計14曲が収録された。編曲はアリスとは初顔合わせとなる明石昌夫。
2009年7月22日に再発売されている。

### 活動停止から再始動までの経緯
アリスは1981年11月で活動を停止したが1987年になって再始動され、アルバム『ALICE X』とシングル『BURAI』がリリースされた。
2000年には神戸での阪神淡路大震災追悼コンサートがきっかけとなり2度目の再始動となり、2001年に結成30周年記念などとして1987年の『ALICE X』以来14年ぶりにアルバム『ALICE 0001』がリリースされた。

## 収録曲
全編曲：明石昌夫／全作詞：谷村新司／作曲（特記以外）：堀内孝雄
1. 散りゆく花 [3:47]
  - 作曲：谷村新司
2. 夢去りし街角 [3:45]
3. ライトハウス [3:54]
4. 冬の稲妻 [3:06]
5. ジョニーの子守唄 [3:22]
6. 涙の誓い [3:24]
  - 作曲：谷村新司
7. LOVE SONGを忘れない [5:14]
  - 作曲：矢沢透
8. 秋止符 [4:17]
9. テーブルという名の海 [5:29]
  - 作曲：矢沢透
10. 何処へ [4:46]
11. 狂った果実 [4:13]
12. 帰らざる日々 [4:48][2]
  - 作曲：谷村新司
13. 遠くで汽笛を聞きながら [3:59]
14. チャンピオン [4:09]
  - 作曲：谷村新司